# Eparchia plesiecka
Eparchia plesiecka – jedna z eparchii Rosyjskiego Kościoła Prawosławnego. Wchodzi w skład metropolii archangielskiej.
Utworzona 9 marca 2017 postanowieniem Świętego Synodu, poprzez wydzielenie z eparchii archangielskiej. Obejmuje część obwodu archangielskiego – rejony kargopolski, oneski, plesiecki, winogradowski oraz miasto Mirny.
Pierwszym ordynariuszem eparchii został biskup plesiecki i kargopolski Aleksander (Zajcew).